# Вельмино
Ве́льмино — деревня в Узловском районе Тульской области России.
В рамках административно-территориального устройства является центром Вельминской сельской администрации Узловского района, в рамках организации местного самоуправления входит в Шахтёрское сельское поселение.

## География
Расположена на реке Черёмуха — притоке реки Люторичь.

## История
Деревня входила в Епифановский уезд и имела 118 дворов, 390 мужчин, 391 женщин.
В 1941 году у деревни проходили бои с участием 239-й стрелковой дивизии, успешно отбившей атаки пехотной дивизии и кавалерийского полка противника.

## Население
| 2010 |
| ---- |
| 64   |

## Экология
В 2002 году деревня подверглась воздействию хлорного облака, возникшего в результате аварии на химическом предприятии НАК «Азот».